# Berghauptmannschaft

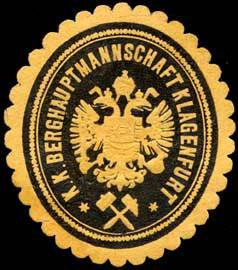
Siegelmarke K.K. Berghauptmannschaft Klagenfurt

Die Berghauptmannschaft war eine Behörde, die die bergrechtlichen Angelegenheiten eines definierten Gebietes abzuwickeln hatte (Bergamt). Berghauptmannschaften gab es bereits in allen deutschen Ländern vor dem Ersten Weltkrieg.
Die rechtliche Basis der Berghauptmannschaft nach dem Ersten Weltkrieg war das im Kaiserthum Österreich beschlossene Berggesetz von 1854. Dieses galt bis 1954, als es durch ein anderes Berggesetz abgelöst wurde. Im Jahr 1975 wurde es neuerlich durch ein neues Berggesetz abgelöst.
Standorte der Berghauptmannschaften waren in Österreich die Städte Wien, Graz, Leoben, Klagenfurt, Salzburg und Innsbruck.
Oberste Beamte der Berghauptmannschaften waren die Berghauptleute.
Als einige Monate nach dem Grubenunglück von Lassing das Mineralrohstoffgesetz im Jahr 1999 in Kraft trat, wurde die Behördenstruktur vollkommen verändert und die Berghauptmannschaften abgeschafft. Einen großen Teil ihrer Kompetenzen nimmt seitdem die beim jeweiligen Wirtschaftsministerium angesiedelte Sektion Energie & Bergbau als Oberste Montanbehörde und ihre untergeordneten Teile wahr.